# Ванагс, Янис (архиепископ)
Я́нис Ва́нагс (латыш. Jānis Vanags, род. 25 мая 1958 года в Лиепае) — архиепископ Евангелическо-Лютеранской Церкви Латвии.

## Биография
После окончания школы Янис Ванагс учился с 1976 на химическом факультете Латвийского государственного университета, а с 1984 по 1989 год — в духовной семинарии ЕЛЦЛ в Риге. 1 декабря 1985 года он был рукоположён в сан пастора, а в 1993 году избран предстоятелем Церкви. 29 августа 1993 года Ванагс был возведён в сан архиепископа.

## Деятельность
Ванагс стал архиепископом после распада Советского Союза и получением Латвией независимости. Новый глава Церкви Латвии активно занимался вопросами реституции церковных зданий и их ремонтом.
Ванагс известен своими консервативными взглядами — после хиротонии он запретил рукоположение женщин, так как, по его мнению, это противоречит Библии и лютеранским вероисповедальным текстам. После этого запрета резко сократилась помощь LELB со стороны ЕКД; с другой стороны, новыми партнёрами Церкви стали ЛЦМС и Независимая Евангелическо-Лютеранская Церковь.
В 2002 году Ванагс лишил сана пастора Мариса Сантса, который открыто заявил о своей гомосексуальности. Данное действие вызвало широкий резонанс в обществе, однако большинство латвийских пасторов поддержало архиепископа. В 2006 году Ванагс принял участие во встрече глав лютеранских Церквей стран Балтии, на котором было осуждено решение Церкви Швеции благословлять гомосексуальные союзы.
На настоящий момент возглавляемая Ванагсом деноминация является самой консервативной среди традиционных лютеранских церквей в Европе. Это одна из немногих Евангелических Церквей Европы, в которой наблюдается рост числа прихожан.
Объявил в декабре 2023 о своей грядущей отставке с поста главы церкви по достижении возраста 65 лет.